# Багдасар
Багдасар (арм. Բաղդասար) — армянское мужское имя.
Согласно «Словарю армянских имен» переводится с армянского как «благодатная сила», восходит к библейскому имени «Валтасар» (Белтшацар; от аккад.  Bēl-šarra-uṣur). Согласно «словарю американских фамилий» имя Багдасар является западноармянским личным именем, и является вариантом классического армянского «Балтасар». От имени Багдасар происходят армянские фамилии Багдасарян, Багдасаров и Багдасарянц.
Имя встречается в армянском народном эпосе «Сасунские храбрецы» (Сасна црер), в котором Багдасар и его брат близнец Санасар выступают основателями Сасунского княжества.